# Dust Bowl

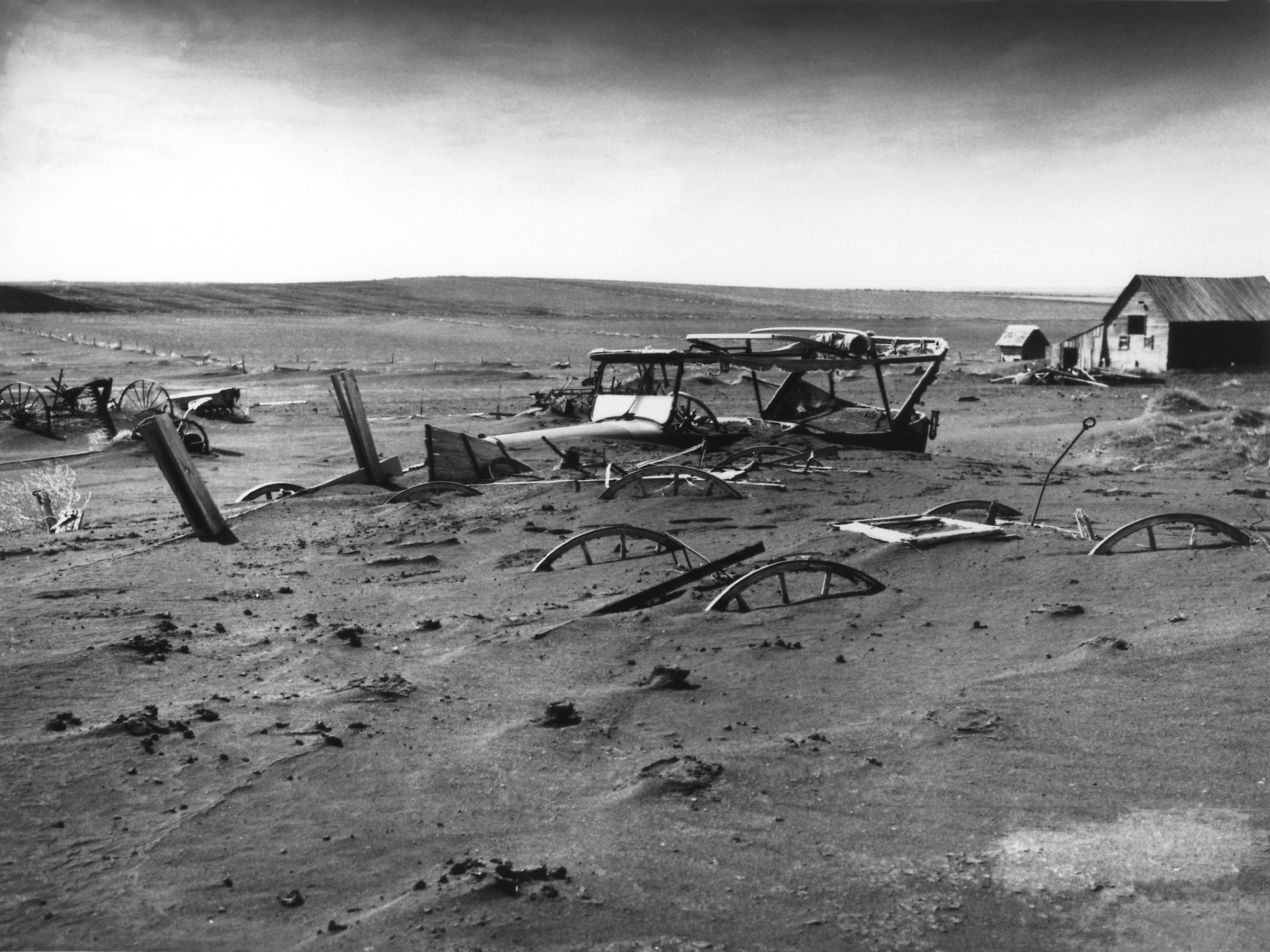
Door stof bedekte werktuigen bij een boerderij in Dallas, South Dakota, 1936

De Dust Bowl (Engels voor stofschaal) was een periode van droogte en stofstormen op de prairievlakten van Canada en de Verenigde Staten in de jaren 1930 en vooral in 1934 en 1936. Het fenomeen werd veroorzaakt door extreme droogte en decennialange intensieve landbouw zonder vruchtwisseling of andere technieken om winderosie tegen te gaan. Door te diep te ploegen was de natuurlijke grasbegroeiing, die de bodem normaal gezien bijeenhoudt en die vocht vasthoudt, losgekomen, waardoor de bovenste bodemlaag verdroogde. Die bovenlaag werd door stormen weggeblazen; in sommige gevallen bereikte dat fijne stof steden als Chicago, New York en Boston. De Dust Bowl veroorzaakte enorme schade aan zowel landbouw als milieu.
Ten gevolge van de Grote Depressie en omdat hun oogsten mislukten, hun land droog en kaal was, en ze hun schulden niet meer konden betalen, verlieten 300.000 tot 400.000 bewoners de betrokken gebieden. Vooral de staat Oklahoma werd zwaar getroffen. Velen laadden hun gezin en bezit op een vrachtauto, en volgden de beroemde Route 66 naar Californië om er een nieuw leven te beginnen. De economische omstandigheden waren daar echter niet veel beter en velen werden genoodzaakt van boerderij naar boerderij te trekken om er voor lage lonen fruit te plukken of andere losse arbeid te verrichten. De Amerikaanse schrijver John Steinbeck verwerkte deze thematiek in zijn romans The Grapes of Wrath en Of Mice And Men. Ook in het werk van folkzanger Woody Guthrie is de Dust Bowl een terugkerend onderwerp.
De Nederlandse stripauteur, illustrator en animator Aimée de Jongh heeft een graphic novel geschreven over de Dust Bowl: 'Dagen van Zand'.
In het begin van de regering van Franklin Delano Roosevelt, in 1933, werd de Soil Conservation Service opgericht, een overheidsagentschap dat het doel had om de grond beter te beheren, en een herhaling van de Dust Bowl te voorkomen.

## Geografische kenmerken en voorgeschiedenis

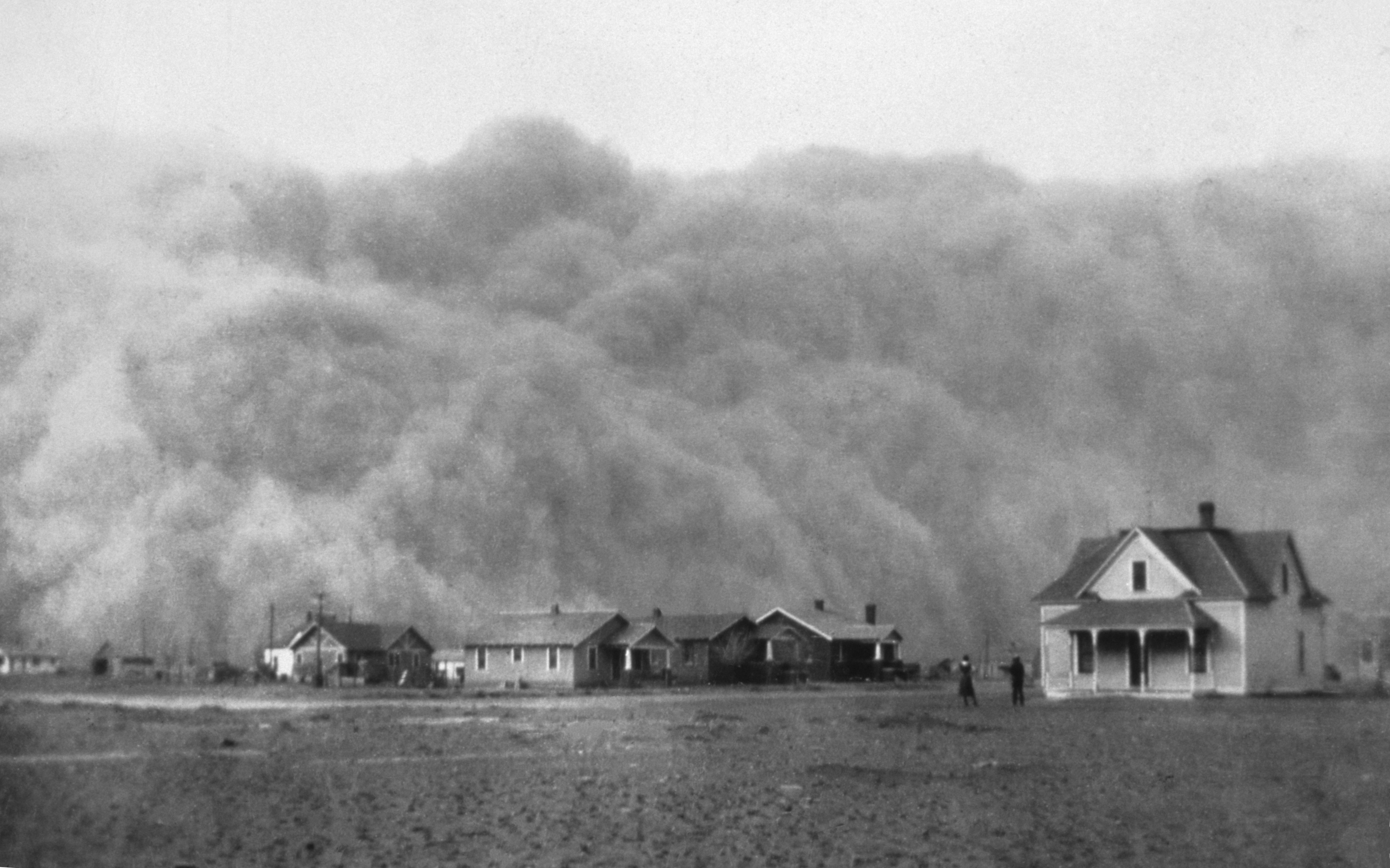
Een stofstorm nadert Stratford, Texas, in 1935

Het gebied van de Great Plains (grote vlakten) ligt hoofdzakelijk ten westen van de 100e lengtegraad en wordt gekenmerkt door golvend terrein in het noorden tot vlak land in de Llano Estacado. De hoogte varieert van 750 meter in het oosten tot 1800 m aan de voet van de Rocky Mountains. Het gebied heeft een semi-aride klimaat met gemiddeld minder dan 500 mm neerslag per jaar; deze hoeveelheid kan de van origine aanwezige vegetatie van kort prairiegras onderhouden. In het gebied komen lange droogteperiodes voor, afgewisseld met lange periodes met veel neerslag. In natte jaren zorgt de grond voor rijke oogsten, in droge jaren mislukken de oogsten. In de regio komen ook regelmatig krachtige winden voor. Tijdens de vroegste periode van Europese en Amerikaanse exploratie werd het gebied ongeschikt geacht voor landbouw volgens de Europese gewoontes. Het gebrek aan (oppervlakte)water en bossen maakte het minder aantrekkelijk voor vestiging en landbouw.
De federale overheid moedigde vestiging in en ontwikkeling van de Great Plains voor de landbouw aan met de Homestead Act van 1862, en bood vestigende boeren percelen van 65 hectare. Met het eind van de Amerikaanse Burgeroorlog in 1865 en het gereedkomen van de First Transcontinental Railroad in 1869, bereikten nieuwe groepen migranten en immigranten de Great Plains, zij zorgden voor een grote toename van de gecultiveerde oppervlakte. Een ongewoon natte periode in de streek deed zowel de overheid als de boeren denken dat "regen achter de ploeg aan komt" en dat het klimaat permanent was veranderd. Terwijl de landbouwactiviteit in de beginperiode vooral uit veeteelt bestond, leidden de nadelige effecten van enkele koude winters op het vee (vanaf 1886), een korte droogte in 1890 en algemene overbegrazing, ertoe dat veel landeigenaren tot akkerbouw overgingen.
De federale overheid erkende de problemen om in dit gebied land te cultiveren en vergrootte de uitgegeven percelen tot 260 hectare in West-Nebraska (1904) en tot 130 ha elders in de Great Plains (1909). Grote groepen landverhuizers uit Europa vestigden zich in het begin van de 20e eeuw. Een terugkeer van het natte weer leek te bevestigen dat het gebied geschikt was voor grootschalige akkerbouw. Tegelijk zorgden technische ontwikkelingen ervoor dat het mogelijk was grotere landerijen te bewerken zonder hogere arbeidskosten.
De gecombineerde effecten van de Russische Revolutie, waardoor het aanbod van tarwe en andere producten afnam, en de Eerste Wereldoorlog deden de prijzen van landbouwproducten stijgen. Dit moedigde de boeren aan meer grond te cultiveren. In de Llano Estacado van oostelijk New Mexico en Noordwest-Texas bijvoorbeeld, verdubbelde de oppervlakte akkerland tussen 1900 en 1920. Tussen 1925 en 1930 nam in de Llano Estacado de hoeveelheid land in bezit van boeren toe van 5,9 miljoen hectare tot 8,2 miljoen ha. Het deel hiervan dat werd gebruikt voor akkerbouw nam in dezelfde periode toe van 1,1 miljoen ha tot 4,0 miljoen ha. Het overige bestond uit graslanden of lag braak. De landbouwmethoden die in deze periode werden toegepast schiepen de voorwaarden voor grootschalige erosie bij het optreden van ongunstige omstandigheden. De natuurlijke grasbegroeiing die de bodem en het vocht erin vasthield, verdween door diepploegen en andere vormen van grondbewerking die bij akkerbouw nodig zijn. Bovendien hadden katoentelers de gewoonte om na de oogst stoppels te verbranden om onkruid tegen te gaan, waarmee de grond beroofd werd van oppervlaktevegetatie en organische voedingsstoffen.

## Droogte en stofstormen

Een stofstorm; Spearman, Texas, 14 april 1935

Na tamelijk goede weersomstandigheden in de jaren '20 met voldoende regen en vrij zachte winters, begon in de zomer van 1930 een ongewoon droge periode. De volgende tien jaar kenden de Great Plains vier van hun droogste zeven jaren sinds 1895, Kansas vier van hun twaalf droogste jaren. De regio ten zuiden van West-Texas kende vanaf 1930 geen enkele periode met bovennormale neerslag, tot in 1941 zware regens inzetten. De droogte leidde tot erosie en het verloren gaan van de bovenste grondlaag als gevolg van de landbouwmethoden in die tijd. Het aanhoudend droge weer betekende dat gewassen bijna niet opkwamen en de wind vrij spel had op de akkers. De bovenlaag droogde uit en werd brokkelig, plaatselijk poederachtig. Ontdaan van de vroeger inheemse grassen kregen de soms krachtige winden op de vlaktes vat op de bodem en veroorzaakten stofstormen. De fijnkorrelige grondsoort leed gemakkelijk aan erosie en werd door sterke winden soms ver naar het oosten geblazen.
Op 11 november 1933 stripte een zware stofstorm de bovenlaag van uitgedroogde akkers in South Dakota in de eerste van een serie stofstormen dat jaar. Op 9 en 10 mei 1934 verplaatste een storm grote hoeveelheden bovenlaag van de Great Plains. De stofwolken werden naar de omgeving van Chicago geblazen waar ze naar schatting 6 miljoen kilo stof achterlieten. In de winter van 1934-1935 viel roodachtige sneeuw in New England.
Op 14 april 1935, bekend als de "Black Sunday", kwamen de ergste "black blizzards" voor over het gehele gebied van de Great Plains, van Canada tot in Texas. De stofstormen veroorzaakten uitgebreide schade en veranderden de dag in nacht; getuigen verklaarden dat ze soms niet verder konden zien dan 1,5 meter. Journalist Robert E. Geiger van Associated Press was die dag in Boise City, Oklahoma.

Spearman en Hansford County lagen de afgelopen week onder een stofstorm. Sinds vorige vrijdag ging er geen dag voorbij of de County werd lamgelegd door een krachtige wind en stof. In de zeldzame perioden dat de wind een paar uur afnam zat de lucht zo vol met stof dat er een mistwolk over de stad leek te hangen. Omdat door de lange duur ook gebouwen ermee gevuld werden werd de lucht verstikkend om in te ademen. Veel mensen kregen een pijnlijke keel en hoestbuien.

In 1930 was het deel van de agrarische grond in de Great Plains dat in gebruik was als akkerland gestegen tot 30%, in 1935 tot 33%. Tussen 1940 en 2000 was de verhouding ongeveer 25% akkers en 75% grasland, wat ook ongeveer de verhouding was eind 19e en begin 20e eeuw. Veel akkerland was na het einde van de Dust Bowl geërodeerd en dus in waarde gedaald. Hoewel uit meetgegevens blijkt dat het niet in alle jaren '30 extreem droog was, bleek door verkeerd landgebruik kennelijk een kritische grens te zijn overschreden. Een neerslaghoeveelheid van 400 mm of minder per jaar is in een gebied met veel verdamping door zomerwarmte al gauw te weinig. Onderstaande tabel geeft de neerslaghoeveelheden in mm van twee plaatsen die in het zwaarst getroffen gebied liggen.
| jaar    | Amarillo, TX | Liberal, KS |
| ------- | ------------ | ----------- |
| Normaal | 559          | 483         |
| 1930    | 445          | 419         |
| 1931    | 457          | 102         |
| 1932    | 550          | 432         |
| 1933    | 317          | 203         |
| 1934    | 330          | 356         |
| 1935    | 394          | 279         |
| 1936    | 508          | 483         |
| 1937    | 432          | 292         |
| 1938    | 483          | 483         |
| 1939    | 558          | 356         |

Plattegrond met de meest getroffen gebieden door de Dust Bowl tussen 1935 en 1938 samengesteld door de Soil Conservation Service.

Lincoln in Nebraska met een normale neerslag van 660 mm had als droogste jaren 1934 met 432 en 1936 met 356 mm.
Moose Jaw in Canada met een normale neerslag van 380 mm had als droogste jaren 1934 met 267 mm en 1937 met 228 mm.
Deze plaatsen hadden echter ook twee of drie jaar met een wat grotere hoeveelheid dan normaal.

##### De jaren vijftig
De droogteperiode van 1946-1956, in 1950 onderbroken door een nat jaar, was het ernstigst van 1952 t/m 1956. Deze droogte trof vooral de South Plains (Oklahoma, Texas, New Mexico) en de zuidwestelijke staten Arizona en Californië. In het droogste jaar 1956 was de neerslag in New Mexico, het westen van Texas en het zuiden van Californië 40 tot 45% van de normale hoeveelheid; in het westen van Arizona niet meer dan 16 tot 33%. In het Canadese deel van de Plains was het over het tijdvak 1951-1960 echter te nat.
De droogte van 1930-1939 trof de Central en North Plains (vanaf Kansas en Nebraska noordwaarts tot in Canada) plus het noorden van Texas en Oklahoma. Met name delen van Texas, Oklahoma en Kansas hadden last van beide droogteperiodes.

Getracht is te onderzoeken in hoeverre afwijkingen van de temperatuur van de bovenste laag oceaanwater invloed hebben gehad en hoever die invloed reikte. In de periode 1946-1956 heersten lagere SST (Sea Surface Temperatures) in het oosten van het tropisch deel van de Grote Oceaan. In de jaren '30 was het oceaanoppervlak in ditzelfde gebied ook kouder dan normaal maar in mindere mate. In beide perioden was het water in de noordelijke Atlantische Oceaan iets te warm. De droogte in de South Plains van de jaren '50 is volgens de onderzoekers gecorreleerd met voornoemd La Niña-gebied in de Grote Oceaan. Na gegevensonderzoek over de periode 1895-2007 en simulaties met atmosferische modellen is deze conclusie getrokken. Uit ditzelfde onderzoek blijkt (vrijwel) geen correlatie met de neerslag in de North Plains.
De temperatuurafwijking in de noordelijke Atlantische Oceaan heeft waarschijnlijk geen invloed. In de periode 1999-2008 waren in beide oceanen de temperaturen vergelijkbaar met de jaren '30; toch was 1999-2008 in de North Plains een natte periode terwijl het zuidwesten van de Verenigde Staten opnieuw veel te droog was. Hieruit is geconcludeerd dat de droogte van de jaren '30 in de North Plains veroorzaakt kan zijn door willekeurig optredende afwijkingen in circulatiepatronen die toevallig een aantal jaren achtereen optraden.